# 埃加利耶尔
埃加利耶尔（法語：Eygalières，法語發音：[ɛɡaljɛʁ]）是法国罗讷河口省的一个市镇，属于阿尔勒区。

## 地理
埃加利耶尔（43°45'39"N, 4°57'0"E）面积33.97 平方千米，位于法国普罗旺斯-阿尔卑斯-蓝色海岸大区罗讷河口省，该省份为法国东南部沿海省份，北起沃克吕兹省，西接加尔省，南濒地中海，东临瓦尔省。
与埃加利耶尔接壤的市镇（或旧市镇、城区）包括：欧雷耶、埃吉耶尔、莫莱热斯、奥尔贡、普朗多尔贡、普罗旺斯地区圣雷米、穆里耶斯。

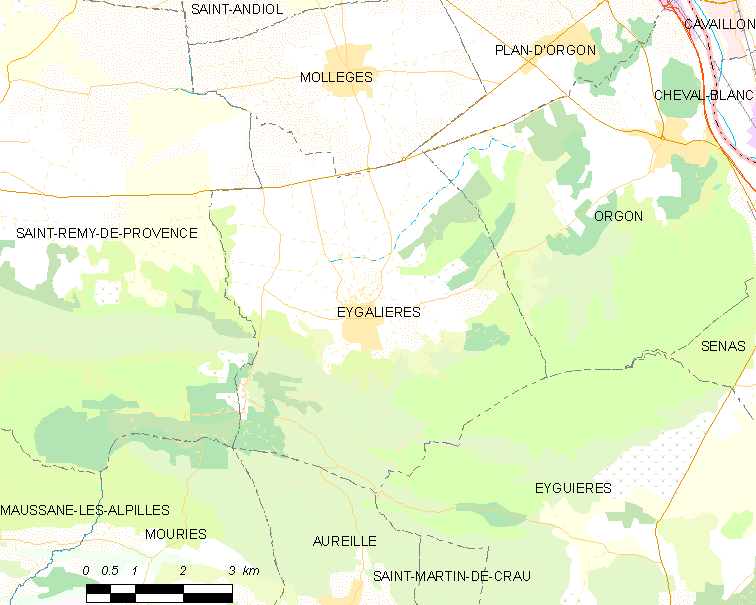
埃加利耶尔的OSM定位图

埃加利耶尔的时区为UTC+01:00、UTC+02:00（夏令时）。

## 行政
埃加利耶尔的邮政编码为13810，INSEE市镇编码为13034。

## 政治
埃加利耶尔所属的省级选区为普罗旺斯地区萨隆第一县。

## 人口

1962-2008年间埃加利耶尔人口变化图示

埃加利耶尔于2022年1月1日时的人口数量为1740人。